# آئروناوس تی‌اس‌ام
آئروناوس تی‌اس‌ام (به انگلیسی: Aeronaves TSM) یک شرکت هواپیمایی است که در تاریخ ۱۹۹۵ میلادی تأسیس شده و در تاریخ ۱۹۹۵ فعالیتش را آغاز کرده‌است. دفتر مرکزی آئروناوس تی‌اس‌ام در سالتییو، مکزیک واقع شده‌است و قطب این شرکت هواپیمایی در فرودگاه بین‌المللی پلن دو گوادلوپ قرار دارد.